# Гершель К. (лунный кратер)
Кратер Гершель К. (лат. C. Herschel), не путать с кратером Гершель или кратером Гершель Дж., а также с кратером Гершель на Мимасе и кратером Гершель на Марсе, — небольшой ударный кратер в западной области Моря Дождей на видимой стороне Луны. Название присвоено в честь англо-германского астронома Каролины Гершель (1750—1848) и утверждено Международным астрономическим союзом в 1935 г. 

## Описание кратера

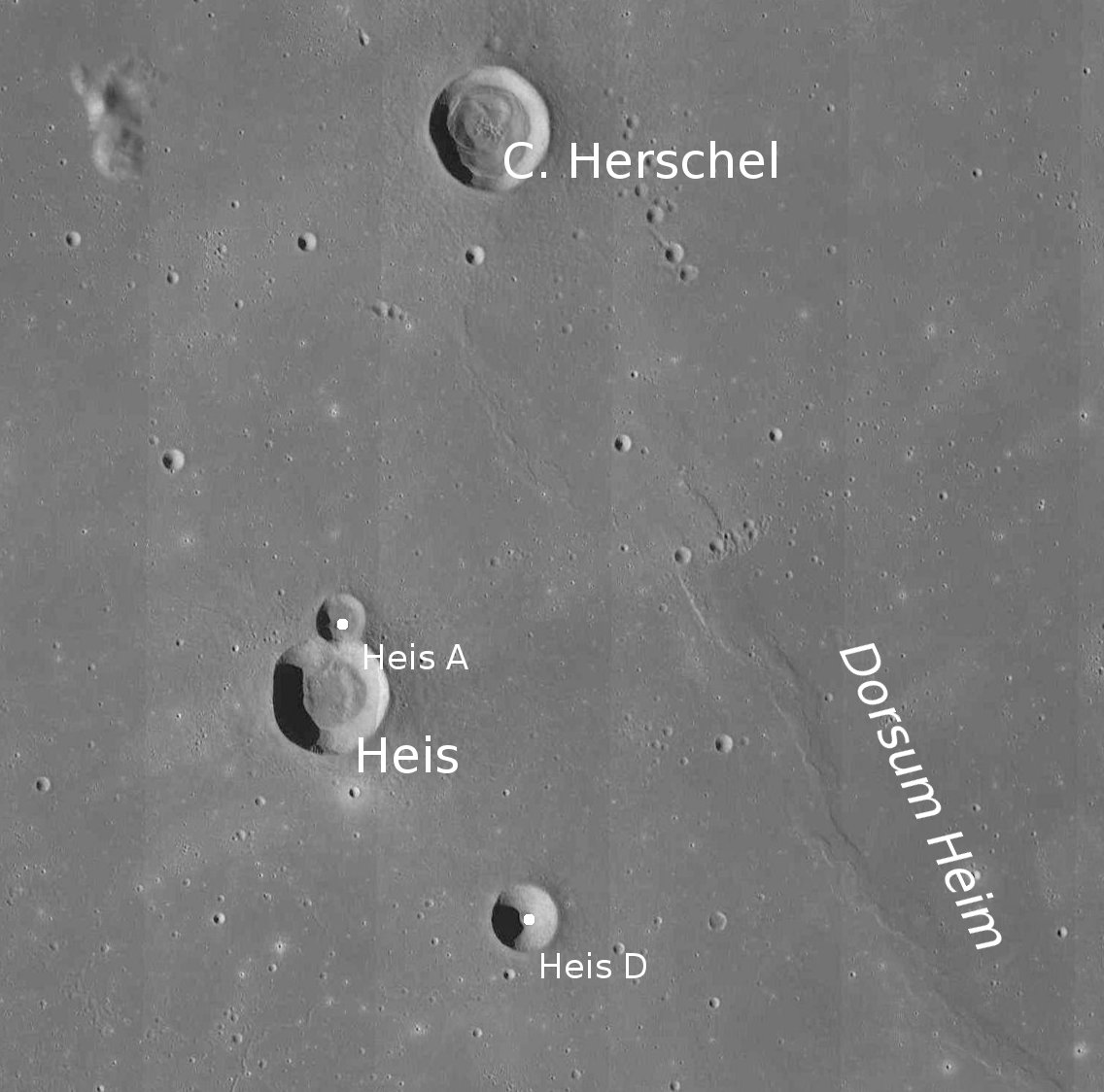
Окрестности кратера Гершель К. Снимок зонда Lunar Reconnaissance Orbiter.

Ближайшими соседями кратера являются кратер Груйтуйзен на западе-юго-западе; кратеры Геликон и Леверье на северо-востоке; кратер Карлини на востоке, а также кратер Хейс на юге-юго-западе. На севере от кратера находится Залив Радуги и ограничивающий его мыс Гераклида, сам кратер перекрывает часть гряды Хайма, на западе от кратера находится пик который ранее имел название Гершель К. Zeta. Селенографические координаты центра кратера 34°29′ с. ш. 31°17′ з. д. / 34,48° с. ш. 31,29° з. д., диаметр 13,7 км, глубина 1,85 км.

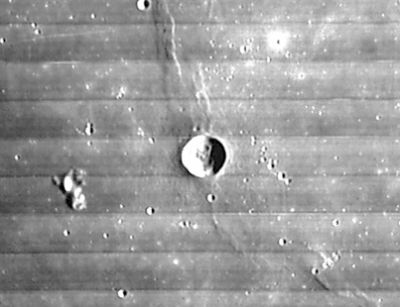
В левой части снимка виден пик Гершель К. Zeta. Снимок Lunar Orbiter - IV.

Кратер имеет циркулярную чашеобразную форму с небольшой впадиной в юго-западной части, четко очерченную кромку вала, умеренно разрушен. Средняя высота вала кратера над окружающей местностью 490 м. По морфологическим признакам кратер относится к типу BIO (по названию типичного представителя этого класса – кратера Био). Внутренний склон кратера имеет альбедо выше чем окружающая местность.

## Сателлитные кратеры
| Гершель К. | Координаты                                            | Диаметр, км |
| ---------- | ----------------------------------------------------- | ----------- |
| C          | 37°14′ с. ш. 32°37′ з. д. / 37,23° с. ш. 32,62° з. д. | 7,0         |
| E          | 34°13′ с. ш. 34°41′ з. д. / 34,21° с. ш. 34,69° з. д. | 5,0         |
| U          | 36°12′ с. ш. 31°26′ з. д. / 36,2° с. ш. 31,44° з. д.  | 3,3         |
| V          | 36°28′ с. ш. 33°29′ з. д. / 36,46° с. ш. 33,49° з. д. | 3,5         |

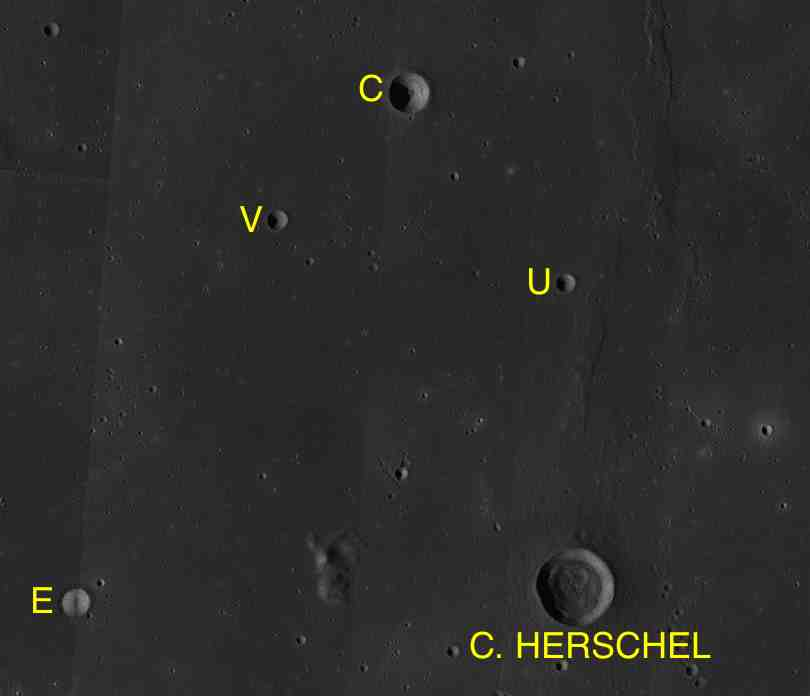
Фрагмент карты LAC-24.

- На северо-западе от сателлитного кратера Гершель К. E находится возвышение Эпсилон (столовая гора).

## Места посадок космических аппаратов
- 17 ноября 1970 года приблизительно в 140 км к северо-западу от кратера Гершель К. совершила посадку советская межпланетная станция «Луна-17», доставившая на поверхность Луны «Луноход-1» - первый в мире планетоход, успешно работавший на поверхности другого небесного тела

## Галерея

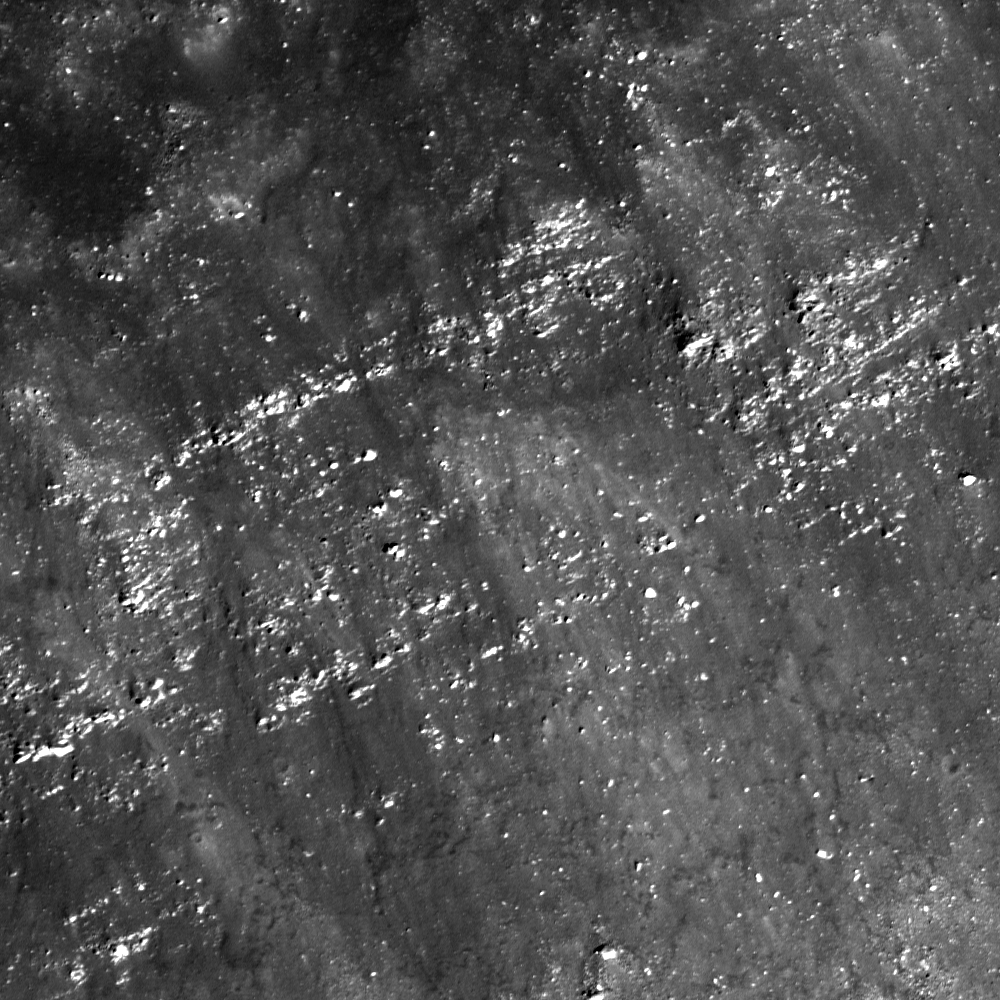
Обнажение слоев морского базальта на северо-западном участке внутреннего склона кратера Гершель К. .Снимок Lunar Reconnaissance Orbiter.